# یینوتشانی
یینوتشانی (به چکی: Jinočany) یک منطقهٔ مسکونی در جمهوری چک است که در ناحیه پراگ-غرب واقع شده‌است. یینوتشانی ۳٫۷۴ کیلومتر مربع مساحت و ۱٬۲۹۳ نفر جمعیت دارد و ۳۵۷ متر بالاتر از سطح دریا واقع شده‌است.